# Чанаккале
Чанаккале́ (тур. Çanakkale) — місто в Туреччині, у географічному регіоні Мармара, з населенням 106 116 осіб. (станом на 2010 р.). Це столиця однойменної провінції Чанаккале.

## Етимологія
Назва міста походить від назви різновиду глиняного посуду чанак (çanak) , який тут виготовляли і продавали не лише в Османській імперії, але й за кордоном. В археологічному музеї можна побачити численні зразки цього посуду.

## Історія

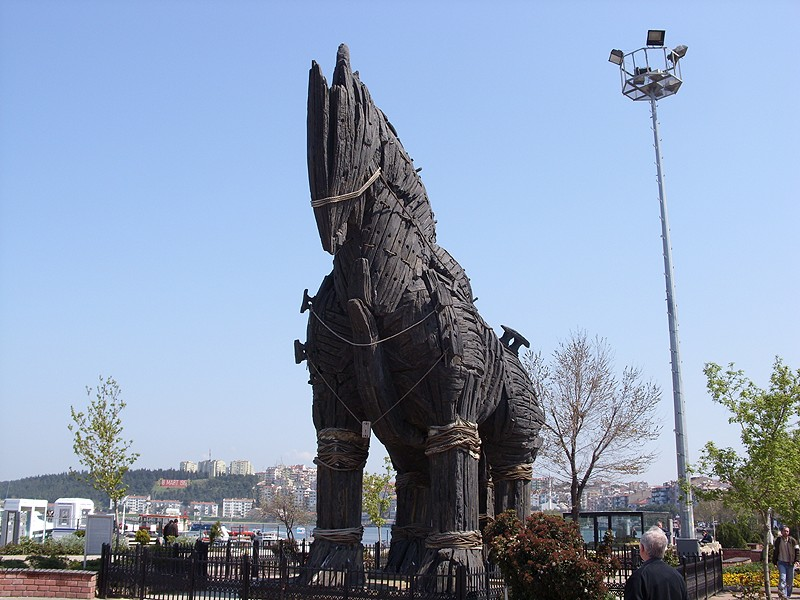
«Троянський кінь» — символ сучасного Чанакале

Місто було засноване за часів Османської імперії на місці античного Абідосу. Його стратегічне значення полягає у розташуванні біля входу до протоки Дарданели. Поблизу знаходиться історичний національний парк Трува з пагорбом Гісарлик (місце, де була знайдена славнозвісна Троя).
У Чанаккале знаходиться Çanakkale Onsekiz Mart Üniversitesi (Університет 18 березня Чанаккале). Там, у спеціально облаштованій будівлі, зберігається приватна бібліотека Манфреда Корфмана, археолога, дослідника доісторичної Трої, яку він передав у спадок фонду Трої. Знахідки з Трої та інших місць Троасу виставлені в археологічному музеї Чанаккале.

## Транспортне сполучення
Автомобільний пором з Еджеабату до Чанаккале є важливим шляхом сполучення між Європою та азійською частиною Туреччини.

## Міста-побратими
З 2004 року Чанаккале є містом — побратимом Оснабрюка (Нижня Саксонія, Німеччина).

## Визначні особистості
- Шахіка Ерджюмен (1985) — турецький фрідайвер і дієтолог, одна з рекордсменок світу з фрідайвінгу.
- Метін Ерксан (1929—2012) — кінорежисер, кіносценарист і мистецтвознавець.
- Аслихан Гюрбюз (1983 р. н.) — турецька акторка.
- Робер Хатемо (1974 р. н.) — турецько-вірменський поп-музикант.
- Мехмет Юналь (1951 р. н.) — турецький журналіст і фотограф.